# أليكس أولوغلن
أليكس أولوغلن  (بالإنجليزية: Alex O'Loughlin)‏ هو ممثل أسترالي بدأ مسيرته الفنية عام 2001.

## الأعمال

### أفلام
- غير المرئي
- الخطة الإحتياطية

### مسلسل
- كريمنال مايندز
- هاواي فايف أو

## روابط خارجية
- أليكس أولوغلن على موقع IMDb (الإنجليزية)
- أليكس أولوغلن على موقع روتن توميتوز (الإنجليزية)
- أليكس أولوغلن على موقع ألو سيني (الفرنسية)
- أليكس أولوغلن على موقع أول موفي (الإنجليزية)
- أليكس أولوغلن على موقع قاعدة بيانات الأفلام السويدية (السويدية)
- أليكس أولوغلن على موقع إن إن دي بي (الإنجليزية)
- أليكس أولوغلن على موقع قاعدة بيانات الفيلم (الإنجليزية)
- أليكس أولوغلن على موقع كينوبويسك (الروسية)